# Champions olympiques algériens
Liste des sportifs et sportives algériens (par sport et par chronologie) médaillés d'or lors des Jeux olympiques d'été et d'hiver, à titre individuel ou par équipes, de 1964 à 2016.

## Jeux olympiques d'été

### Athlétisme
| Nom                 | Discipline(s) | Année(s) |
| ------------------- | ------------- | -------- |
| Hassiba Boulmerka   | 1 500 mètres  | 1992     |
| Noureddine Morceli  | 1 500 mètres  | 1996     |
| Nouria Benida-Merah | 1 500 mètres  | 2000     |
| Taoufik Makhloufi   | 1 500 mètres  | 2012     |

### Boxe
| Nom            | Discipline(s)         | Année(s) |
| -------------- | --------------------- | -------- |
| Hocine Soltani | Poids légers (-60 kg) | 1996     |
| Imane Khelif   | Poids légers (-66 kg) | 2024     |

### Gymnastique artistique
| Nom           | Discipline(s)      | Année(s) |
| ------------- | ------------------ | -------- |
| Kaylia Nemour | Barres asymétiques | 2024     |

## Jeux olympiques d'hiver
L'Algérie n'a jamais remporté de titre aux Jeux olympiques d'hiver.